# George R. R. Martin
George Raymond Richard Martin (születési nevén: George Raymond Martin) (Bayonne, New Jersey, 1948. szeptember 20. –) amerikai író, forgatókönyvíró és televíziós producer. Elsősorban fantasy, de horror, és science fiction műfajokban alkot. Leginkább A tűz és jég dala című fantasy regénysorozat szerzőjeként ismert, amelyből a Primetime Emmy-díjas Trónok harca (2011–2019) és annak előzménysorozata, a Sárkányok háza (2022–jelen) című televíziós sorozat is készült. Közreműködött a Wild Cards antológiasorozat megalkotásában is, és hozzájárult az Elden Ring (2022) című videójáték világának felépítéséhez.
Sokan a legnagyobb fantasyszerzőnek tartják J. R. R. Tolkien óta és munkásságának jelentőségét a műfaj művelői közül szinte egyedüliként már-már Tolkienéhoz mérik. 2011-ben felkerült a Time 100 éves, a világ legbefolyásosabb embereit felsoroló listájára.

## Élete
Martin nagyon fiatal korában kezdett írni. Első művei rémtörténetek voltak: a környékbeli gyerekeknek adta el fillérekért, általában ő maga olvasta fel őket. Később rajongója (és gyűjtője) lett a képregényeknek; a Fantasztikus Négyes 20. számában megjelentették az akkor középiskolás író levelét. Ez volt az első „írása”, amely nyomtatásban megjelent, és nagy hatással volt rá. A levél keltette reakciók hatására kezdett különböző rajongói magazinoknak írni.
Első novelláját 1970-ben, 21 éves korában adta el a Galaxy magazinnak (1971-ben jelent meg), melyet továbbiak követtek. A középiskola után főiskolán folytatta tanulmányait, előbb B.Sc., majd M.Sc. fokozatot szerzett újságírói szakon. Tanulmányai befejezése után – lelkiismereti okok miatt – polgári szolgálatot választott, egy jogi tanácsadással foglalkozó alapítványnál dolgozott 1972 és 1974 között. Később sakktornákat felügyelt, majd újságírást tanított a Clarke Főiskolán. Mindezek mellett részmunkaidőben foglalkozott az írással.
1975-ben feleségül vette Gale Burnicket. Négy év múlva, 1979-ben elváltak, gyermekük nem született.
A hetvenes évek első felében novellákat írt, több Hugo- és Nebula-díjat is nyert. Első regénye, a Dying of the Light, 1977-ben jelent meg. 1979-től főállású író.
1986-tól kezdett dolgozni szerkesztőként a Wild Cards című osztott világ-antológián. A történetek egy olyan világban játszódnak, ahol a második világháború befejezése után felüti fejét egy vírus, amely súlyosan eltorzítja akiket megfertőz, illetve néhány ritka esetben különleges képességekkel ruházza fel őket. Ez az esemény megváltoztatja a történelem menetét is. A sorozatban közreműködött többek között Stephen Leigh, Lewis Shiner, Howard Waldrop, Walter Jon Williams valamint Roger Zelazny. Maga Martin is írt néhány történetet, melyek közül soknak a telekinetikus képességgel megáldott Thomas Tudbury a főszereplője. A világot Martin képregényes múltja, valamint az általa vezetett Superworld nevű szuperhősöket felvonultató szerepjáték világában játszott történetek ihlették.
Hollywoodba költözött, 1986-tól a CBS-nél dolgozott az Alkonyzóna című tévésorozaton. 1987-től a Beauty and the Beast című televíziós sorozatnál konzultáns lett, majd 1988-ban producerré, 1989-ben co-executive producerré lépett elő. Ez utóbbi befejezése után Martin továbbra is Hollywoodban maradt: a stúdióknak szállított sorozatötleteket. Saját bevallása szerint jól megélt ebből, viszont az évek alatt mindössze egyetlen ötlete jutott el a pilot fázisig, de abból sem lett sorozat. Elege lett abból, hogy „négy öltönyös fickónak” (a stúdiók embereinek) írja meg ötleteit, ezért visszatért a regényíráshoz.
1996-ban jelent meg A tűz és jég dala című, igen terjedelmes sorozatának első kötete, a Trónok harca. A sorozat egyöntetűen pozitív fogadtatásra lelt az olvasók, kritikusok, kiadók és más szerzők részéről. A ciklus negyedik kötete, a Varjak lakomája első helyezést ért el a The New York Times és a Wall Street Journal könyveladási listáján is.
A sorozat megfilmesítési jogait az HBO szerezte meg, és 2007-ben bejelentették, hogy tévésorozatot forgatnak belőle.

## Művei

### Szerzőként

#### Regények
- Dying of the Light (1977)

A szerző leghíresebb műve a Tűz és jég dala-ciklus (a képen a sorozat első részének, a Trónok harcának a borítója)

- Windhaven (1981, társszerző: Lisa Tuttle)
- Lázálom (eredeti cím: Fevre Dream) (1982)
- The Armageddon Rag (1983)
- A tűz és jég dala sorozat:
  - Trónok harca (eredeti cím: A Game of Thrones) (1996)
  - Királyok csatája (eredeti cím: A Clash of Kings) (1998)
  - Kardok vihara (eredeti cím: A Storm of Swords) (2000)
  - Varjak lakomája (eredeti cím: A Feast for Crows) (2005)
  - Sárkányok tánca (eredeti cím: A Dance with Dragons) (2011)
  - The Winds of Winter (tervezett)
  - A Dream of Spring (tervezett)
- A hét királyság lovagjai sorozat:
  - A kóbor lovag (eredeti cím: The Hedge Knight) (1998) – A tűz és jég dala világában játszódó történet
  - A felesküdött kard (eredeti cím: The Sworn Sword) (2003) – az A kóbor lovag folytatása
  - Az álneves lovag (eredeti cím: The Mistery Knight) (2010) – az A felesküdött kard folytatása
- Hunter's Run (2007, a "Shadow Twin" című novella kibővített változata; társszerzők:Gardner Dozois és Daniel Abraham)

#### Kisregények
- Night of the Vampyres (1975)
- The Skin Trade (1989)
- Shadow Twin (2005, társszerzők: Gardner Dozois és Daniel Abraham)

#### Gyerekkönyvek
- The Ice Dragon (1980, első kiadás; 2006,illusztrált újrakiadás)

#### Gyűjtemények
- A Song for Lya (1976)
- Songs of Stars and Shadows (1977)
- Sandkings (1981)
- Songs the Dead Men Sing (1983)
- Nightflyers (1985)
- Tuf Voyaging (1987, összefüggő történetek gyűjteménye)
- Portraits of His Children (1987)
- Quartet (2001)
- GRRM: A RRetrospective (2003; 2006-ban és 2007-ben újra kiadták Dreamsongs címen, két kötetben)

### Szerkesztőként

#### Wild Cards (több kötetnél íróként is közreműködött)
- Wild Cards I: Fekete lapok (1987)
- Wild Cards II: Égi ászok (1987)
- Wild Cards III: A Fekete Lap napja (1987)
- Wild Cards IV: Aces Abroad (1988)
- Wild Cards V: Down & Dirty (1988)
- Wild Cards VI: Ace in the Hole (1990)
- Wild Cards VII: Dead Man's Hand (1990)
- Wild Cards VIII: One-Eyed Jacks (1991)
- Wild Cards IX: Jokertown Shuffle (1991)
- Wild Cards X: Double Solitaire (1992)
- Wild Cards XI: Dealer's Choice (1992)
- Wild Cards XII: Turn of the Cards (1993)
- Wild Cards XIII: Card Sharks (1993)
- Wild Cards XIV: Marked Cards (1994)
- Wild Cards XV: Black Trump (1995) (ez utóbbi három könyv trilógiát alkot)
- Wild Cards XVI: Deuces Down (2002)
- Wild Cards XVII: Death Draws Five (2006)
- Wild Cards XVIII: Inside Straight (2008)
- Wild Cards XIX: Busted Flush (2008)
- Wild Cards XX: Öngyilkos királyok (2010)
- Wild Cards XXI: Fort Freak (2011)
- Wild Cards XXII: Lowball (2014)
- Wild Cards XXIII: High Stakes (2016)

#### Egyéb
- Warriors (készül)
- Songs of the Dying Earth (készül)

## Magyarul megjelent művei
- Lázálom; ford. Kornya Zsolt; Valhalla Páholy, Bp., 2002 (A fantasy nagymesterei)
- Trónok harca. A Tűz és Jég dalának első könyve; ford. Pétersz Tamás; Alexandra, Pécs, 2003
- Királyok csatája. A Tűz és Jég dalának második könyve; ford. Pétersz Tamás; Alexandra, Pécs, 2003
- Kardok vihara. A Tűz és Jég dalának harmadik könyve; ford. Pétersz Tamás; Alexandra, Pécs, 2004
- Varjak lakomája. A Tűz és Jég dalának negyedik kötete; ford. Pétersz Tamás; Alexandra, Pécs, 2007
- Sárkányok tánca. A Tűz és jég dala ciklus ötödik kötete; ford. Novák Gábor; Alexandra, Pécs, 2012
- Trónok harca. A Tűz és jég dala ciklus első kötete; ford. Pétersz Tamás, átdolg. Novák Gábor; 3. jav. kiad.; Alexandra, Pécs, 2013
- Varjak lakomája. A Tűz és jég dala ciklus negyedik kötete; ford. Pétersz Tamás, Novák Gábor; 3. jav. kiad.; Alexandra, Pécs, 2013
- A hét királyság lovagja. Történetek A tűz és jég dala világából; ford. Novák Gábor; Alexandra, Pécs, 2014
- Királyok csatája. A Tűz és jég dala ciklus második kötete; ford. Pétersz Tamás; 3. jav. kiad.; Alexandra, Pécs, 2014
- Kardok vihara. A Tűz és jég dala ciklus harmadik kötete; ford. Pétersz Tamás; 4. jav. kiad.; Alexandra, Pécs, 2014
- Sárkányok tánca. A Tűz és jég dala ciklus ötödik kötete; ford. Novák Gábor; 3. jav. kiad.; Alexandra, Pécs, 2014
- A tékozló herceg; ford. Novák Gábor; in: Zsiványok; szerk. George R. R. Martin, Gardner Dozois; Fumax, Bp., 2015
- A jégsárkány; ford. Bujdosó István; Alexandra, Pécs, 2016
- Hamiskártyások. Wild cards; ford. Novák Gábor; Libri, Bp., 2017
- Álomdalok. 1. A Homokkirályok és más elbeszélések; ford. Bujdosó István et al.; Alexandra, Pécs, 2017
- Fekete lapok. Wild cards; ford. Novák Gábor, Békési József; Libri, Bp., 2017
- A hercegnő és a királynő, avagy a feketék és a zöldek; in: Veszélyes amazonok; szerk. George R. R. Martin, Gardner Dozois; Fumax, Bp., 2018
- Tűz & vér. Westeros Targaryen királyainak históriája. Első kötet; ford. Stemler Miklós; Alexandra, Pécs, 2018
- Vesztes kéz. Wild cards; ford. Novák Gábor; Libri, Bp., 2018
- Égi ászok. Wild cards; ford. Novák Gábor; Libri, Bp., 2018
- A fekete lap napja. Wild cards; ford. Novák Gábor; Libri, Bp., 2019
- Öngyilkos királyok. Wild cards; ford. Novák Gábor; Libri, Bp., 2019
- Tuf utazásai; ford. Ballai Mária et al.; Agave Könyvek, Bp., 2021

### Egyéb
- Bryan Cogman: Trónok harca. Hivatalos filmkönyv az HBO sorozat alapján; előszó George R. R. Martin, bev. David Benioff, D. B. Weiss; Szukits, Szeged, 2013
- George R. R. Martin–Elio M. García Jr.–Linda Antonsson: A tűz és jég világa. A Trónok harca és Westeros ismeretlen históriája; ford. Popovics Ferenc, Aranyi Gábor; I. P. C., Bp., 2014 (I. P. C. könyvek)
- A hivatalos Trónok harca-színezőkönyv; I.P.C., Bp., 2015
- Trónok harca. Képregény; szöveg George R. R. Martin alapján Daniel Abraham, rajz Tommy Patterson, ford. Szolga Emese; Szukits, Szeged, 2017–
  - 1-2. 2017
  - 3-8. 2018

## Fontosabb díjak
- A Song for Lya 1975 Hugo-díj, Hugo-díjas kisregények kategória
- Sandkings 1980 Hugo-díj, Hugo-díjas rövid kisregények és Nebula-díj, Nebula-díjas novellák kategória
- The Way of Cross and Dragon 1980, Hugo-díjas novellák
- Portraits of His Children 1986 Nebula-díj, legjobb kisregény
- The Pear-Shaped Man 1988 Bram Stoker-díj, legjobb regény
- The Skin Trade 1989 World Fantasy díj, legjobb kisregény
- Blood of the Dragon 1997 Hugo-díj, legjobb kisregény
- A Feast for Crows 2006 Quill-díj és British Fantasy díj (jelölés)

## Érdekesség
George R. R. Martin máig egy olyan számítógépen írja műveit, melyen DOS operációs rendszer van telepítve. Szövegszerkesztésre a WordStar 4.0 szoftvert használja. A miértet firtató kérdésre egy interjúban azt felelte, hogy mindent tud, amit egy szövegszerkesztőnek tudnia kell és semmi többet. Utálja, ha egy program átírja a kisbetűjét nagybetűre, el tudja dönteni, hogy milyen betűt akar írni. Ezen kívül ki nem állhatja a helyesírás-ellenőrzőt.